# Lobus evenhuisi
Lobus evenhuisi är en tvåvingeart som beskrevs av Joseph och Parui 1991. Lobus evenhuisi ingår i släktet Lobus och familjen rovflugor. Inga underarter finns listade i Catalogue of Life.